# راي ميلر
راي ميلر (بالإنجليزية: Ray Miller)‏ هو سياسي أمريكي، ولد في 6 أبريل 1949. حزبياً، نشط في الحزب الديمقراطي. وقد انتخب عضو مجلس نواب أوهايو.